# Euphausia
Genre
Euphausia est un genre de crustacés malacostracés qui a les plus nombreux individus de ceux qu’on appelle communément krill ; il appartient à la famille des Euphausiidae.

## Taxonomie
- Euphausia americana Hansen, 1911
- Euphausia brevis Hansen, 1905
- Euphausia crystallorophias Holt and W. M. Tattersall, 1906
- Euphausia diomedeae Ortmann, 1894
- Euphausia distinguenda Hansen, 1908
- Euphausia eximia Hansen, 1911
- Euphausia fallax Hansen, 1916
- Euphausia frigida Hansen, 1911
- Euphausia gibba G. O. Sars, 1883
- Euphausia gibboides Ortmann, 1893
- Euphausia hanseni Zimmer, 1915
- Euphausia hemigibba Hansen, 1910
- Euphausia krohnii (Brandt, 1851), anciennement nommé E. pellucida.
- Euphausia lamelligera Hansen, 1911
- Euphausia longirostris Hansen, 1908
- Euphausia lucens Hansen, 1905
- Euphausia mucronata G. O. Sars, 1883
- Euphausia mutica Hansen, 1905
- Euphausia nana Brinton, 1962
- Euphausia pacifica Hansen, 1911
- Euphausia paragibba Hansen, 1910
- Euphausia pseudogibba Ortmann, 1893
- Euphausia recurva Hansen, 1905
- Euphausia sanzoi Torelli, 1934
- Euphausia sibogae Hansen, 1908
- Euphausia similis G. O. Sars, 1885
- Euphausia spinifera G. O. Sars, 1885
- Euphausia superba Dana, 1852
- Euphausia tenera Hansen, 1905
- Euphausia triacantha Holt and Tattersall, 1906
- Euphausia vallentini Stebbing, 1900